# Tokha
Tokha – to miasto i gmina w Nepalu, położona w dystrykcie Katmandu w prowincji nr. 3. Gmina powstała w 2014 roku w wyniku połączenia miejscowości Dhapasi, Jhor Mahankal, Gongabu, Tokha Chandeshwari i Tokha Saraswati. Populacja jej liczy 99 032 osób.